# Milita Brandon
Milita Brandon (Buenos Aires, Argentina; 3 de noviembre de  1930- Id; 2010)  fue una vedette y actriz de cine, teatro, radio y televisión. 

## Carrera
De origen, bataclana, Milita Brandon fue una actriz secundaria tanto de cine, radio, teatro, publicidad, como de café concert y televisión que tuvo destacados roles. 
Debutó en cine en 1946, en Donde mueren las palabras, junto a Enrique Muiño, y actuó luego en otros filmes como Adiós pampa mía junto a Alberto Castillo y Perla Mux, El mucamo de la niña con Lolita Torres y Alfredo Barbieri, Los pasajeros del jardín, La razón de mi vida, Ronda nocturna y El notificador , esta última con Ignacio Toselli y Guadalupe Docampo.
En Televisión se la vio en ciclos como Casados con hijos, Especiales de ATC, Alta Comedia y en variadas telenovelas. 
En 1999 participó en el videoclip del tema Donde van interpretado por Diego Torres.
En teatro,  se inició como segunda vedette en varias comedias revisteriles en la época de oro del teatro argentino. Ya de grande, y como actriz dramática se recuerda su trabajo en la pieza No hay que llorar, de Tito Cossa.
En radio trabajó como recitadora en el programa De vez en cuando la vida.

## Filmografía
- 2010: El notificador
- 2010: La razón
- 2005: Ronda nocturna.
- 1982: Los pasajeros del jardín.
- 1951: El mucamo de la niña.
- 1946: Adiós pampa mía
- 1946: Donde mueren las palabras.

## Televisión
- 2007: Romeo y Julieta.[5]
- 2005: Casados con hijos, en el episodio El libro de la buena memoria.
- 2004: Locas de amor.[6]
- 2004: La niñera
- 1991: Alta Comedia
- 1982: Especiales de ATC.

## Teatro
- 2007: No hay que llorar.